# Pamela Gidley

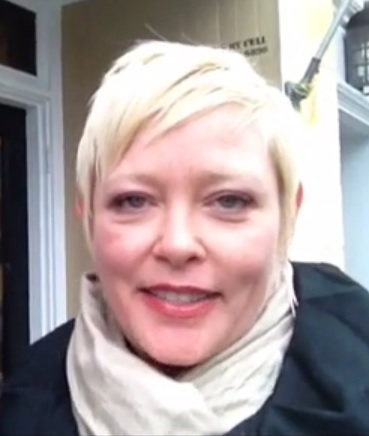
Pamela Gidley (2012)

Pamela Gidley (* 11. Juni 1965 in Salem, New Hampshire; † 16. April 2018 in Seabrook, New Hampshire) war eine US-amerikanische Schauspielerin.

## Leben und Leistungen
Gidley arbeitete zunächst als Fotomodell. Sie erhielt im Jahr 1985 den Titel Most Beautiful Girl In The World der Wilhelmina Modeling Agency.
Gidley debütierte an der Seite von Josh Brolin im Actionfilm Trashin’ – Krieg der Kids aus dem Jahr 1986. Im SF-Actionfilm Cherry 2000 trat sie 1987 neben Laurence Fishburne und Melanie Griffith auf. Im Filmdrama The Last Song von 1988, in dem auch Keanu Reeves zu sehen war, übernahm sie eine der Hauptrollen. Eine weitere Hauptrolle spielte sie neben Eric Roberts und Jeff Fahey im Thriller Freefall – Spiel mit dem Feuer aus dem Jahr 1994. Sie trat in den Jahren 1997 bis 2000 in der Rolle von Brigitte Parker in der Fernsehserie Pretender auf. In der Komödie Mafia! – Eine Nudel macht noch keine Spaghetti! von 1998 spielte sie neben Christina Applegate und Lloyd Bridges.
Pamela Gidley starb am 16. April 2018 mit 52 Jahren in ihrer Heimat Seabrook.
Sie war von 2005 bis 2008 mit dem Schauspieler James Lew verheiratet.

## Filmografie (Auswahl)
- 1986: MacGyver (Fernsehserie, Folge 2x05)
- 1986: Trashin’ – Krieg der Kids (Thrashin’)
- 1987: Dudes – Halt mich fest, die Wüste bebt! (Dudes)
- 1987: Cherry 2000
- 1987–1988: NAM – Dienst in Vietnam (Tour of Duty, Fernsehserie, drei Folgen)
- 1988: The Last Song (Permanent Record)
- 1988: Blue Iguana oder Der Sarg ist himmelblau (The blue Iguana)
- 1990: Tödliche Visionen (Disturbed)
- 1991: Highway zur Hölle (Highway to Hell)
- 1992: Angel Street (Fernsehserie, acht Folgen)
- 1992: Twin Peaks – Der Film (Twin Peaks: Fire Walk with Me)
- 1993: Paper Hearts
- 1994: Freefall – Spiel mit dem Feuer (Freefall)
- 1994: 36 Tage Terror (S.F.W.)
- 1995–1996: Strange Luck – Dem Zufall auf der Spur (Strange Luck, Fernsehserie, 17 Folgen)
- 1996: The Little Death
- 1997–2000: Pretender (The Pretender, Fernsehserie, 17 Folgen)
- 1997: Echsenjagd – Etwas überlebt immer (Aberration)
- 1998: Mafia! – Eine Nudel macht noch keine Spaghetti! (Jane Austen’s Mafia!)
- 1999: Liar’s Poker
- 2000: Goodbye, Casanova
- 2000–2002: CSI: Vegas (Fernsehserie, fünf Folgen)
- 2000: Der kleine Vampir (The Little Vampire)
- 2001: True Blue
- 2002: Landspeed
- 2003–2004: Skin (Fernsehserie, sechs Folgen)
- 2006: The Closer (Fernsehserie, Folge 2x07)
- 2014: Twin Peaks: Die fehlenden Teile (Twin Peaks: The Missing Pieces)

## Belege
1. ↑  Twin Peaks: Pamela Gidley mit 52 Jahren verstorben. In: serienjunkies.de. 24. April 2018, abgerufen am 1. Mai 2018.
Clara Carlesimo: L’actrice Pamela Gidley (Twin Peaks) est morte à l’âge de 52 ans. In: Télé Star. 23. April 2018, abgerufen am 1. Mai 2018 (französisch).

| Personendaten    | Personendaten                               |
| ---------------- | ------------------------------------------- |
| NAME             | Gidley, Pamela                              |
| KURZBESCHREIBUNG | US-amerikanische Schauspielerin             |
| GEBURTSDATUM     | 11. Juni 1965                               |
| GEBURTSORT       | Salem, New Hampshire, Vereinigte Staaten    |
| STERBEDATUM      | 16. April 2018                              |
| STERBEORT        | Seabrook, New Hampshire, Vereinigte Staaten |